# 19572 Лімарі
19572 Лімарі (19572 Leahmarie) — астероїд головного поясу, відкритий 8 червня 1999 року.
Тіссеранів параметр щодо Юпітера — 3,560.